# Burkilliodendron album
Burkilliodendron album är en ärtväxtart som först beskrevs av Henry Nicholas Ridley, och fick sitt nu gällande namn av Sastry. Burkilliodendron album ingår i släktet Burkilliodendron och familjen ärtväxter. Inga underarter finns listade i Catalogue of Life.